# ژلزنیتسه
ژلزنیتسه (به لاتین: Železnice) یک منطقهٔ مسکونی در جمهوری چک است که در شهرستان ییچین واقع شده‌است. ژلزنیتسه ۱۳٫۰۱ کیلومتر مربع مساحت و ۱٬۲۰۶ نفر جمعیت دارد.